# NGC 5310
NGC 5310 is een ster in het sterrenbeeld Maagd. Het hemelobject werd op 30 april 1859 ontdekt door de Amerikaanse astronoom Phillip Sidney Coolidge (1830-1863).